# جون أنتوني مكدونالد
جون أنتوني مكدونالد (بالإنجليزية: John Anthony McDonald)‏ هو سياسي كندي، ولد في 24 ديسمبر 1875 في كندا، وتوفي في 12 ديسمبر 1948. انتخب عضو مجلس الشيوخ الكندي.